# Cnidus naevia
Cnidus naevia är en insektsart som först beskrevs av Jacobi 1910.  Cnidus naevia ingår i släktet Cnidus och familjen vedstritar. Inga underarter finns listade i Catalogue of Life.